# Gabriel Girod de l'Ain
Pour les articles homonymes, voir Girod et Girod de l'Ain.
Gabriel Girod de l'Ain, né à Rennes le 14 juillet 1902 et mort le 29 avril 1981 à Boulogne-Billancourt est un écrivain, historien et biographe français.

## Biographie
L'écrivain Gabriel est le jeune fils de Maurice Girod de l'Ain, officier d'artillerie, auteur d'une biographie du "général Drouot" et d'ouvrages généraux sur les grands artilleurs français.
Licencié en droit et diplômé de l'école des sciences politiques, il mène une carrière dans l'industrie et la banque, notamment en tant qu'administrateur de sociétés françaises.
Il semble que l'écrivain se soit mué en historien pour poursuivre sa recherche généalogique, n'abandonnant ses ancêtres que pour ceux de son épouse, Colette Dulong de Rosnay (1905-1996). Il avait découvert, preuves d'archives à l'appui et non par vague tradition familiale,  dès ses premiers pas de généalogiste que l'épouse de son grand-père Edouard André Girod de l'Ain (1819-1906), à savoir sa grand-mère Emma Anthoine (1826-1901) n'était autre que la petite fille du couple formé par la baronne et le baron de de Saint-Joseph, Rose Clary (1764-1833), sœur de Désirée Clary, et le sieur Anthoine (1749-1826).
Grâce à ses voyages professionnelles en Europe du Nord et Scandinavie en 1958, il prend connaissance de la richesse des fonds d'archives relatif à la famille royale de Suède. Il y découvre les lettres du jeune Bonaparte à sa promise, Désirée Clary, protégée par la famille Buonaparte, dirigée par l'aîné Joseph. Mais la jeune et riche fille de banquier guillotiné, Désirée est délaissée par Napoléon pour Joséphine de Beauharnais, et épousé un général républicain d'origine béarnaise, Bernadotte. En faisant connaître par ce biais une histoire intime, il faisait ses débuts d'historien reconnu en 1959. Le travail plus ardu pendant une décennie se poursuivit avec la vie de Jean-Baptiste Bernadotte et de ses amis.

## Œuvres
- "Une vieille famille du pays de Gex, les Girod de l'Ain", in Visage de l'Ain, n°34/35, second et troisième trimestre 1956, in quarto, Bourg, Imprimerie Berthod, tiré à part 32 pages, 4 planches.
- Les Thellusson et les artistes, 1956.
- Désirée Clary, d'après sa correspondance inédite avec Bonaparte, Bernadotte et sa famille, Hachette, 1959. Prix Broquette-Gonin en 1960, entrainant une réédition.
- Bernadotte chef de guerre et chef d'état, in octo, Librairie académique Perrin, 1968, 660 pages. Traduit en allemand avant 1989.
- Joseph Bonaparte, le roi malgré lui, in octo, Librairie académique Perrin, 1970, 469 pages.
- Le Commerce de Marseille avec la Russie à la fin du XVIIIe siècle, 1972.
- Le général Compans, Annales du Midi, Tome 89, n°131, janvier-mars 1977.
- Le lieutenant général comte Dulong de Rosnay (1780-1728) et sa famille, in octo, first edition, 1977, 102 pages.
- Les Thellusson, Histoire d'une famille du XIVe siècle à nos jours, Neuilly-sur-Seine, L'Auteur, 1977, 342 pages.

## Autres liens